# ФК Младост Батуловце
ФК Младост је српски фудбалски клуб из Батуловца у општини Власотинце. Клуб се тренутно такмичи у Међуопштинској Јабланичкој лиги, шестом рангу фудбала у Србији. Домаћа опрема је плаво-бела.

## Историја
Клуб је основан 1950 године.

## Трофеји
- Првак општинске лиге Власотинце 1973/74

## Тренутни састав
Ажурирано: 15. октобар 2018.
| Бр. |        | Позиција | Играч               |
| --- | ------ | -------- | ------------------- |
| 1   | Србија | Г        | Јовица Стаменковић  |
| 2   | Србија | С        | Југослав Илић       |
| 3   | Србија | О        | Никола Милосављевић |
| 4   | Србија | О        | Александар Ђорђевић |

| Бр. |        | Позиција | Играч            |
| --- | ------ | -------- | ---------------- |
| 6   | Србија | С        | Стефан Николић   |
| 7   | Србија | С        | Ненад Илић       |
| 9   | Србија | Н        | Михајло Јанковић |
| 10  | Србија | С        | Градимир Ђокић   |

### Позајмице
Ажурирано: 15. октобар 2018.
| Бр. |        | Позиција | Играч                                                                  |
| --- | ------ | -------- | ---------------------------------------------------------------------- |
| 5   | Србија | О        | Александар Живковић (На позајмици у ФК Реал Доња Јајина до 31.12.2018) |

## Пласман по сезонама
| Сезона  | Лига | Куп           | Најбољи стрелац        |
| ------- | ---- | ------------- | ---------------------- |
| 2014/15 | 16.  | 1. Коло       |                        |
| 2015/16 | 10.  | 1. Коло       |                        |
| 2016/17 | 4.   | 2. Коло       | Александар Стаменковић |
| 2017/18 | 13.  | Осмина финала | Марко Јовановић        |
| 2018/19 | 13.  | 1.коло        |                        |